# Harith Gassani

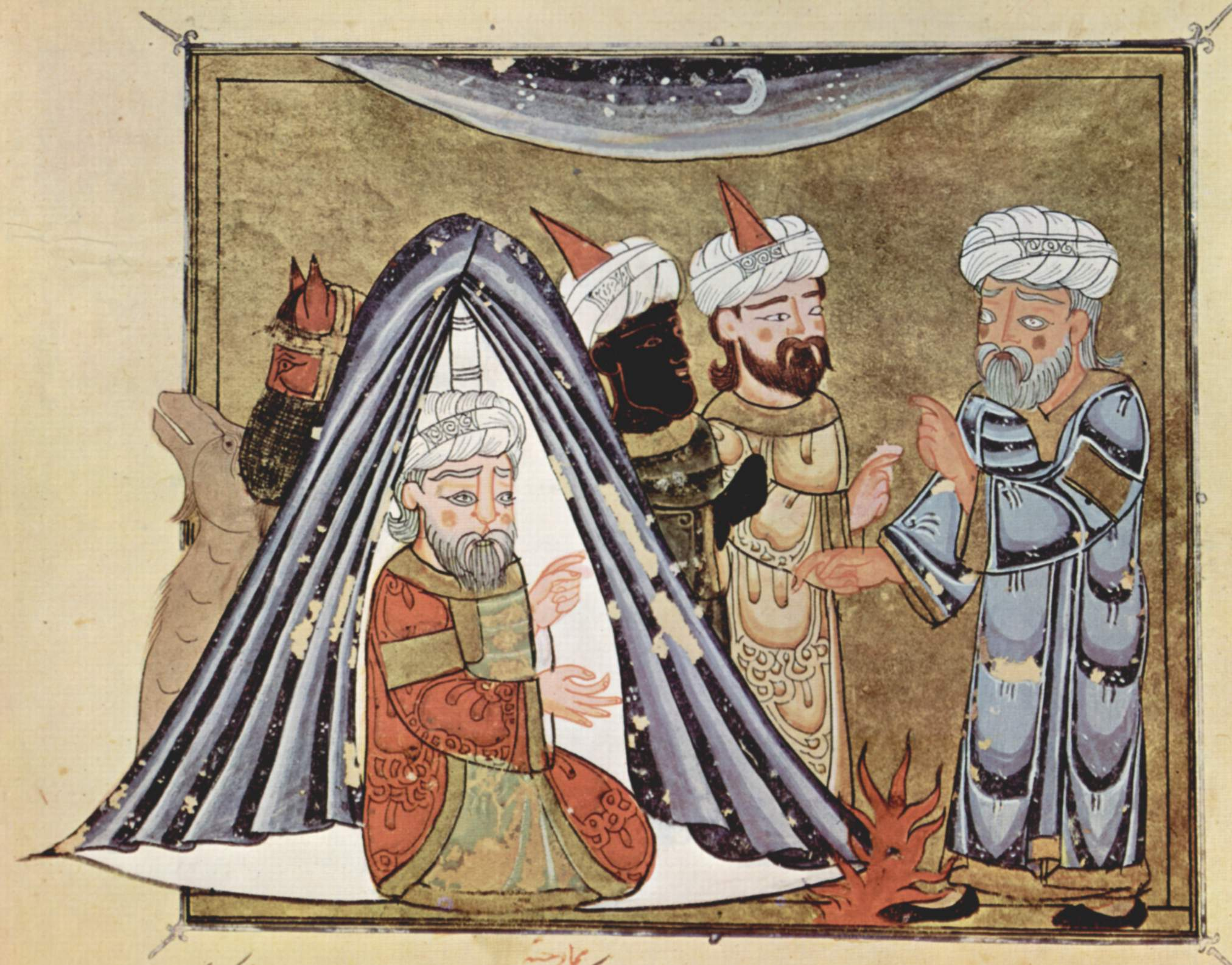
Harith Gassani attorniato da alcuni dignitari.

Harith bin Abi Shamir al-Gassani (in arabo: الحارث بن أبي شمر الغساني) (fl. VII secolo) è stato un governatore arabo-cristiano di Sham Levante o Grande Siria, un tempo sotto il dominio dell'Impero bizantino.

## Biografia
Fu un contemporaneo di Maometto e re di Damasco oggi nella Siria moderna. Ricevette una lettera da Maometto che lo invitava a convertirsi all'Islam. Harith era un membro della dinastia Ghassanide arabo-cristiana, che governava parti di Sham. 

## Lettera inviata da Maometto
Dopo il Trattato di Hudaybiyah, Maometto inviò una lettera a Harith Gassani che recitava: 
(Maometto, lettera ad Harith bin Abi Shamir Al-Gassani)